# Ioan Soter
Ioan Soter (ungarisch Sőtér János; * 16. Mai 1927 in  Timișoara; † 26. September 1987 in Bukarest) war ein rumänischer Hochspringer.
Bei den Weltfestspielen der Jugend und Studenten siegte er 1947 und gewann 1949 sowie 1951 Silber.
1952 wurde er bei den Olympischen Spielen in Helsinki Sechster. Bei den Weltfestspielen der Jugend und Studenten holte er 1953 Gold und 1955 Bronze.
1956 wurde er Englischer Meister. Seine persönliche Bestleistung von 2,055 m stellte er am 2. Juni 1956 in Istanbul auf.
Als Trainer führte er seine Ehefrau Iolanda Balaș zu zwei Olympiasiegen.